# Cianeids
Els cianeids o cianèids (Cyaneidae) són una família de meduses de la classe dels escifozous pertanyents a l'ordre Semaeostomeae.

## Gèneres
- Cyanea
- Desmonema
- Drymonema